# 68e régiment de marche
Pour les articles homonymes, voir 68e régiment.
Le 68e régiment d'infanterie de marche (ou 68e régiment de marche) est un régiment d'infanterie français, qui a participé à la guerre franco-allemande de 1870.

## Création et différentes dénominations
- 23 décembre 1870 : formation du 68e régiment d'infanterie de marche
- 11 avril 1871 : fusion dans le 68e régiment d'infanterie de ligne

## Chef de corps
Créé sous le commandement du lieutenant-colonel Pittié, le régiment est ensuite commandé par le lieutenant-colonel Cottin,.

## Historique

### Formation
Le 68e de marche est formé le 23 novembre 1870 à Cambrai, à trois bataillons à cinq compagnies. Sa composition varie selon les dates :
- deux bataillons de marche du 24e régiment d'infanterie de ligne et un bataillon de marche du 33e régiment d'infanterie de ligne (fin novembre 1870[1],[6],[7],[8],[9]),
- puis deux bataillons de marche du 24e de ligne et un bataillon de marche du 64e régiment d'infanterie de ligne (décembre 1870[10],[11] et 19 janvier 1871[12]).

Les bataillons en question, formés aux dépôts des différents régiments de ligne sont les suivants :
- les 1er et 2e bataillons de marche du 24e de ligne (Cambrai), formés du 15 au 20 novembre avec au total 1 501 hommes et trente-deux officiers[13],
- le 1er bataillon de marche du 33e de ligne (Lille), formé le 9 novembre avec 800 hommes et quinze officiers[14],
- le 1er bataillon de marche du 64e de ligne (Arras), formé le 15 novembre avec 773 hommes et quinze officiers[15].

Créé initialement sans numéro, le numéro est officiellement décidé le 7 décembre.

### Combats contre les Allemands
Fin novembre, il est affecté à la 2e brigade (brigade Derroja) du 22e corps de l'armée du Nord. Le régiment est engagé dans la bataille de Villers-Bretonneux.
Lorsque le 22e corps est réorganisé début décembre, le régiment rejoint la 2e brigade (brigade Pittié, ancien commandant du régiment) de la 1re division de ce corps,.
Le régiment combat à la bataille de l'Hallue, où il défend le plateau dominant Béhencourt. À la bataille de Bapaume, le régiment reprend Tilloy au 8e bataillon de chasseurs à pied rhénan envoyés tourner les Français.
Lors de la bataille de Saint-Quentin, le régiment perd 398 tués et blessés (dont dix officiers) et 559 disparus.

### Opérations contre la Commune
Le 5 février 1871, après l'arrêt des combats, le régiment cantonne à Beaurains.
Le 68e régiment de marche quitte l'armée du Nord début mars lorsqu'il reçoit l'ordre d'aller rejoindre la division de Maud'huy à l'armée de Paris rassemblée face aux troubles révolutionnaires consécutifs au siège de Paris. Le 19 mars, après l'éclatement de la Commune de Paris, la division de Maud'huy, à Satory, devient partie intégrante de la nouvelle armée de Versailles. À partir du 6 avril, la division de Maud'huy passe au 1er corps de la 2e armée de Versailles. Le 68e de marche fusionne le 11 avril 1871 dans le 68e régiment d'infanterie de ligne. Le nouveau 68e de ligne est ensuite engagé dans les combats de la Semaine sanglante.